# Will Wade
Frank Williams Wade, meglio noto come Will Wade (Nashville, 26 novembre 1982), è un allenatore di pallacanestro statunitense.